# 川又啓蔵
川又 啓蔵（かわまた けいぞう、1972年5月8日 - ）は、日本のフリーアナウンサー、栃木放送パーソナリティー、レポーター、ラジオパーソナリティ・DJ、ジャーナリスト、実業家。家業であり、自身の個人事務所でもある株式会社鹿島印刷所代表取締役。茨城キリスト教大学生活科学部講師（災害分野担当）。茨城大学人文科学部市民共創教育研究センター客員研究員。福島県商業まちづくり審議会委員。

## 来歴
福島県相馬郡鹿島町（現在の南相馬市）出身。現在は福島県相馬市在住。血液型はA型。
明治学院大学経済学部卒業。茨城大学大学院人文科学研究科修士修了（修士［学術］）。
東京メトロポリタンテレビジョン(MX)、海外の財閥企業グループを経て、父親が経営する印刷会社・鹿島印刷所に入社し、その後、代表取締役に就任。レポーター・アナウンス業は、自らが経営する会社の営業品目のひとつとして行っている。
2011年の東日本大震災では、自宅も経営する印刷会社も全壊した。その直後からラジオ福島などで被災地レポートに従事した。
東日本大震災で会社は大きな被害を受けたが、12月に入ってから営業を再開している。
2011年11月19日～2015年3月22日、IT's きたかん（茨城放送・栃木放送共同制作、毎週日曜日午後１～４時生放送）の中継コーナー「またまた来ました！川又啓蔵」に出演。同コーナーは、北関東各地より、IBSレポーター川又啓蔵がおおむね、10-15分程度の中継を毎時（13,14,15時帯にそれぞれ、放送中に計3回。）ごとに行っていた。
2011年2月10日に、発明者が川又本人、出願者を会社として、特許を取得（登録日）している。
発明の名称は「底糊加工付封筒」、特許番号は特許第4678615号。特許公報の内容によると、この発明は、封筒の内容物が、開封した時に破れにくくする加工を、特別な方法ではなく、広く封筒の製造に使われている装置を用いて（そうした装置の改造・改良など無しに）製造できるというもの。

## 現在の出演番組
- 『Ｌｅｔ’ｓきたかん』（栃木放送）　毎週土曜日１０：００～・１１：４５～（２回放送）

## 過去の出演番組
- 『東京NEWS』（東京メトロポリタンテレビジョン）など[要出典]
- 『IT's きたかん』（茨城放送）、被災地リポート（ラジオ福島）など
- 『スマイルスマイル』（茨城放送）月曜日放送の、「被災地応援企画　ＩＢＣ岩手放送・東北放送・ラジオ福島・茨城放送・文化放送 5局共同プロジェクト　つながろうジャパン」（月1回の放送で、2013年1月7日より）、茨城県のレポータとして出演。